# 循環播放
在广播中，循環播放是指在電台廣播或卫星广播频道上重复播放歌單上的歌曲，或在電視聯播網上重複播放音樂錄影帶。電台每天播放同一首歌超过一次的原因是，许多听众收听廣播时希望听到他们最喜欢的歌曲，而许多听众又不会长时间收听广播。长时间收听總是循環播放歌曲的电台，很快就会变得不愉快；商場中就不能播放這樣的这样的电台節目，因为這意味著员工必须连续听几个小时相同的歌曲，長此以往還會對工作环境充满敌意。